# Lijst van senatoren uit Nebraska

Zegel van de staat Nebraska

Dit is een lijst van de senatoren voor de Amerikaanse staat Nebraska. De senatoren voor Nebraska zijn ingedeeld als Klasse I en Klasse II. De twee huidige senatoren voor Nebraska zijn: Deb Fischer senator sinds 2013 de (senior senator) en Pete Ricketts senator sinds 2023 de (junior senator), beiden lid van de Republikeinse Partij.
Prominenten die hebben gediend als senator voor Nebraska zijn onder anderen: Gilbert Hitchcock (Democratisch partijleider in de senaat van 1919 tot 1920), Kenneth Wherry (Republikeins partijleider in de senaat van 1949 tot 1951), Fred Seaton (later minister van Binnenlandse Zaken van 1956 tot 1961), Chuck Hagel (later minister van Defensie 2013 tot 2015) en Mike Johanns (eerder minister van Landbouw 2005 tot 2007).

## Klasse I
| Nr.    | Senator voor Nebraska Senator from Nebraska | Senator voor Nebraska Senator from Nebraska | Senator voor Nebraska Senator from Nebraska | Ambtstermijn     | Ambtstermijn     | Partij(en) | Verkiezing(en) |
| ------ | ------------------------------------------- | ------------------------------------------- | ------------------------------------------- | ---------------- | ---------------- | ---------- | -------------- |
| 1      |                                             | Thomas Tipton                               | Thomas Tipton (1817–1899)                   | 1 maart 1867     | 4 maart 1875     | R          | 1867           |
| 1      | 1869                                        | Thomas Tipton                               | Thomas Tipton (1817–1899)                   | 1 maart 1867     | 4 maart 1875     | R          |                |
| 2      |                                             | Algernon Paddock                            | Algernon Paddock (1830–1897)                | 4 maart 1875     | 4 maart 1881     | R          | 1875           |
| 3      |                                             | Charles Van Wyck                            | Charles Van Wyck (1824–1895)                | 4 maart 1881     | 4 maart 1887     | R          | 1880           |
| 4      |                                             | Algernon Paddock                            | Algernon Paddock (1830–1897)                | 4 maart 1887     | 4 maart 1893     | R          | 1886           |
| 5      |                                             | William Vincent Allen                       | William Vincent Allen (1847–1924)           | 4 maart 1893     | 4 maart 1899     | P          | 1893           |
| Vacant |                                             |                                             |                                             |                  |                  |            |                |
| 6      |                                             | Monroe Hayward                              | Monroe Hayward (1840–1899)                  | 8 maart 1899     | 5 december 1899  | R          | 1899           |
| Vacant |                                             |                                             |                                             |                  |                  |            | 1899           |
| 7      |                                             | William Vincent Allen                       | William Vincent Allen (1847–1924)           | 10 december 1899 | 30 maart 1901    | P          | 1899           |
| 8      |                                             | Charles Dietrich                            | Charles Dietrich (1853–1924)                | 30 maart 1901    | 4 maart 1905     | R          | 1901           |
| 9      |                                             | Elmer Burkett                               | Elmer Burkett (1867–1935)                   | 4 maart 1905     | 4 maart 1911     | R          | 1905           |
| 10     |                                             | Gilbert Hitchcock                           | Gilbert Hitchcock (1859–1934)               | 4 maart 1911     | 4 maart 1923     | D          | 1911           |
| 10     | 1916                                        | Gilbert Hitchcock                           | Gilbert Hitchcock (1859–1934)               | 4 maart 1911     | 4 maart 1923     | D          |                |
| 11     |                                             | Robert Howell                               | Robert Howell (1864–1933)                   | 4 maart 1923     | 11 maart 1933    | R          | 1922           |
| 11     | 1928                                        | Robert Howell                               | Robert Howell (1864–1933)                   | 4 maart 1923     | 11 maart 1933    | R          |                |
| Vacant |                                             |                                             |                                             |                  |                  |            |                |
| 12     |                                             | William Thompson                            | William Thompson (1853–1937)                | 23 mei 1933      | 6 november 1934  | D          |                |
| 13     |                                             | Richard Hunter                              | Richard Hunter (1884–1941)                  | 6 november 1934  | 3 januari 1935   | D          | 1934 (1)       |
| 14     |                                             | Edward Burke                                | Edward Burke (1880–1968)                    | 3 januari 1935   | 3 januari 1941   | D          | 1934 (2)       |
| 15     |                                             | Hugh Butler                                 | Hugh Butler (1878–1954)                     | 3 januari 1941   | 1 juli 1954      | R          | 1940           |
| 15     | 1946                                        | Hugh Butler                                 | Hugh Butler (1878–1954)                     | 3 januari 1941   | 1 juli 1954      | R          |                |
| 15     | 1952                                        | Hugh Butler                                 | Hugh Butler (1878–1954)                     | 3 januari 1941   | 1 juli 1954      | R          |                |
| Vacant |                                             |                                             |                                             |                  |                  |            |                |
| 16     |                                             | Samuel Reynolds                             | Samuel Reynolds (1890–1980)                 | 4 juli 1954      | 8 november 1954  | R          |                |
| 17     |                                             | Roman Hruska                                | Roman Hruska (1904–1999)                    | 8 november 1954  | 28 december 1976 | R          | 1954           |
| 17     | 1958                                        | Roman Hruska                                | Roman Hruska (1904–1999)                    | 8 november 1954  | 28 december 1976 | R          |                |
| 17     | 1964                                        | Roman Hruska                                | Roman Hruska (1904–1999)                    | 8 november 1954  | 28 december 1976 | R          |                |
| 17     | 1970                                        | Roman Hruska                                | Roman Hruska (1904–1999)                    | 8 november 1954  | 28 december 1976 | R          |                |
| Vacant |                                             |                                             |                                             |                  |                  |            |                |
| 18     |                                             | Edward Zorinsky                             | Edward Zorinsky (1928–1987)                 | 28 december 1976 | 6 maart 1987     | D          |                |
| 18     | 1976                                        | Edward Zorinsky                             | Edward Zorinsky (1928–1987)                 | 28 december 1976 | 6 maart 1987     | D          |                |
| 18     | 1982                                        | Edward Zorinsky                             | Edward Zorinsky (1928–1987)                 | 28 december 1976 | 6 maart 1987     | D          |                |
| Vacant |                                             |                                             |                                             |                  |                  |            |                |
| 19     |                                             | David Karnes                                | David Karnes (1948–2020)                    | 10 maart 1987    | 3 januari 1989   | R          |                |
| 20     |                                             | Bob Kerrey                                  | Bob Kerrey (1943)                           | 3 januari 1989   | 3 januari 2001   | D          | 1988           |
| 20     | 1994                                        | Bob Kerrey                                  | Bob Kerrey (1943)                           | 3 januari 1989   | 3 januari 2001   | D          |                |
| 21     |                                             | Ben Nelson                                  | Ben Nelson (1941)                           | 3 januari 2001   | 3 januari 2013   | D          | 2000           |
| 21     | 2006                                        | Ben Nelson                                  | Ben Nelson (1941)                           | 3 januari 2001   | 3 januari 2013   | D          |                |
| 22     |                                             | Deb Fischer                                 | Deb Fischer (1951)                          | 3 januari 2013   | heden            | R          | 2012           |
| 22     | 2018                                        | Deb Fischer                                 | Deb Fischer (1951)                          | 3 januari 2013   | heden            | R          |                |
| 22     | 2024                                        | Deb Fischer                                 | Deb Fischer (1951)                          | 3 januari 2013   | heden            | R          |                |

## Klasse II
| Nr.    | Senator voor Nebraska Senator from Nebraska | Senator voor Nebraska Senator from Nebraska | Senator voor Nebraska Senator from Nebraska | Ambtstermijn     | Ambtstermijn     | Partij(en) | Verkiezing(en) |
| ------ | ------------------------------------------- | ------------------------------------------- | ------------------------------------------- | ---------------- | ---------------- | ---------- | -------------- |
| 1      |                                             | John Thayer                                 | John Thayer (1820–1906)                     | 1 maart 1867     | 4 maart 1871     | R          | 1867           |
| 2      |                                             | Phineas Hitchcock                           | Phineas Hitchcock (1831–1881)               | 4 maart 1871     | 4 maart 1877     | R          | 1870           |
| 3      |                                             | Alvin Saunders                              | Alvin Saunders (1817–1899)                  | 4 maart 1877     | 4 maart 1883     | R          | 1877           |
| 4      |                                             | Charles Manderson                           | Charles Manderson (1837–1911)               | 4 maart 1883     | 4 maart 1895     | R          | 1883           |
| 4      | 1888                                        | Charles Manderson                           | Charles Manderson (1837–1911)               | 4 maart 1883     | 4 maart 1895     | R          |                |
| 5      |                                             | John Thurston                               | John Thurston (1847–1916)                   | 4 maart 1895     | 4 maart 1901     | R          | 1895           |
| Vacant |                                             |                                             |                                             |                  |                  |            |                |
| 6      |                                             | Joseph Millard                              | Joseph Millard (1836–1922)                  | 30 maart 1901    | 4 maart 1907     | R          | 1901           |
| 7      |                                             | Norris Brown                                | Norris Brown (1863–1960)                    | 4 maart 1907     | 4 maart 1913     | R          | 1907           |
| 8      |                                             | George Norris                               | George Norris (1861–1944)                   | 4 maart 1913     | 3 januari 1943   | R          | 1913           |
| 8      | 1918                                        | George Norris                               | George Norris (1861–1944)                   | 4 maart 1913     | 3 januari 1943   | R          |                |
| 8      | 1924                                        | George Norris                               | George Norris (1861–1944)                   | 4 maart 1913     | 3 januari 1943   | R          |                |
| 8      | 1930                                        | George Norris                               | George Norris (1861–1944)                   | 4 maart 1913     | 3 januari 1943   | R          |                |
| 8      |                                             | George Norris                               | George Norris (1861–1944)                   | 4 maart 1913     | 3 januari 1943   | O          | 1936           |
| 9      |                                             | Kenneth Wherry                              | Kenneth Wherry (1892–1951)                  | 3 januari 1943   | 29 november 1951 | R          | 1942           |
| 9      | 1948                                        | Kenneth Wherry                              | Kenneth Wherry (1892–1951)                  | 3 januari 1943   | 29 november 1951 | R          |                |
| Vacant |                                             |                                             |                                             |                  |                  |            |                |
| 10     |                                             | Fred Seaton                                 | Fred Seaton (1909–1974)                     | 10 december 1951 | 4 november 1952  | R          |                |
| 11     |                                             | Dwight Griswold                             | Dwight Griswold (1893–1954)                 | 4 november 1952  | 12 april 1954    | R          | 1952           |
| Vacant |                                             |                                             |                                             |                  |                  |            | 1952           |
| 12     |                                             | Eva Bowring                                 | Eva Bowring (1892–1985)                     | 16 april 1954    | 6 november 1954  | R          | 1952           |
| 13     |                                             | Hazel Abel                                  | Hazel Abel (1888–1966)                      | 6 november 1954  | 31 december 1954 | R          | 1954 (1)       |
| 14     |                                             | Carl Curtis                                 | Carl Curtis (1905–2000)                     | 31 december 1954 | 3 januari 1979   | R          | 1954 (1)       |
| 14     | 1954 (2)                                    | Carl Curtis                                 | Carl Curtis (1905–2000)                     | 31 december 1954 | 3 januari 1979   | R          |                |
| 14     | 1960                                        | Carl Curtis                                 | Carl Curtis (1905–2000)                     | 31 december 1954 | 3 januari 1979   | R          |                |
| 14     | 1966                                        | Carl Curtis                                 | Carl Curtis (1905–2000)                     | 31 december 1954 | 3 januari 1979   | R          |                |
| 14     | 1972                                        | Carl Curtis                                 | Carl Curtis (1905–2000)                     | 31 december 1954 | 3 januari 1979   | R          |                |
| 15     |                                             | Jim Exon                                    | Jim Exon (1921–2005)                        | 3 januari 1979   | 3 januari 1997   | D          | 1978           |
| 15     | 1984                                        | Jim Exon                                    | Jim Exon (1921–2005)                        | 3 januari 1979   | 3 januari 1997   | D          |                |
| 15     | 1990                                        | Jim Exon                                    | Jim Exon (1921–2005)                        | 3 januari 1979   | 3 januari 1997   | D          |                |
| 16     |                                             | Chuck Hagel                                 | Chuck Hagel (1946)                          | 3 januari 1997   | 3 januari 2009   | R          | 1996           |
| 16     | 2002                                        | Chuck Hagel                                 | Chuck Hagel (1946)                          | 3 januari 1997   | 3 januari 2009   | R          |                |
| 17     |                                             | Mike Johanns                                | Mike Johanns (1950)                         | 3 januari 2009   | 3 januari 2015   | R          | 2008           |
| 18     |                                             | Ben Sasse                                   | Ben Sasse (1972)                            | 3 januari 2015   | 8 januari 2023   | R          | 2014           |
| 18     | 2020                                        | Ben Sasse                                   | Ben Sasse (1972)                            | 3 januari 2015   | 8 januari 2023   | R          |                |
| Vacant |                                             |                                             |                                             |                  |                  |            |                |
| 19     |                                             | Pete Ricketts                               | Pete Ricketts (1964)                        | 12 januari 2023  | heden            | R          |                |
| 19     | 2024                                        | Pete Ricketts                               | Pete Ricketts (1964)                        | 12 januari 2023  | heden            | R          |                |

Alabama: Tuberville (R) · Britt (R)
Alaska: Murkowski (R) · Sullivan (R)
Arizona: Kelly (D) · Gallego (D)
Arkansas: Boozman (R) · Cotton (R)
Californië: Padilla (D) · Schiff (D)
Colorado: Bennet (D) · Hickenlooper (D)
Connecticut: Blumenthal (D) · Murphy (D)
Delaware: Coons (D) · Blunt Rochester (D)
Florida: R. Scott (R) · Moody (R)
Georgia: Ossoff (D) · Warnock (D)
Hawaï: Schatz (D) · Hirono (D)
Idaho: Crapo (R) · Risch (R)
Illinois: Durbin (D) · Duckworth (D)
Indiana: Young (R) · Banks (R)
Iowa: Grassley (R) · Ernst (R)
Kansas: Moran (R) · Marshall (R)
Kentucky: McConnell (R) · Paul (R)
Louisiana: Cassidy (R) · Kennedy (R)
Maine: Collins (R) · King (O)
Maryland: Van Hollen (D) · Alsobrooks (D)
Massachusetts: Warren (D) · Markey (D)
Michigan: Peters (D) · Slotkin (D)
Minnesota: Klobuchar (D) · Smith (D)
Mississippi: Wicker (R) · Hyde-Smith (R)
Missouri: Hawley (R) · Schmitt (R)
Montana: Daines (R) · Sheehy (R)
Nebraska: Fischer (R) · Ricketts (R)
Nevada: Cortez Masto (D) · Rosen (D)
New Hampshire: Shaheen (D) · Hassan (D)
New Jersey: Booker (D) · Kim (D)
New Mexico: Heinrich (D) · Luján (D)
New York: Schumer (D) · Gillibrand (D)
North Carolina: Tillis (R) · Budd (R)
North Dakota: Hoeven (R) · Cramer (R)
Ohio: Moreno (R) · Husted (R)
Oklahoma: Lankford (R) · Mullin (R)
Oregon: Wyden (D) · Merkley (D)
Pennsylvania: Fetterman (D) · McCormick (R)
Rhode Island: Reed (D) · Whitehouse (D)
South Carolina: Graham (R) · T. Scott (R)
South Dakota: Thune (R) · Rounds (R)
Tennessee: Blackburn (R) · Hagerty (R)
Texas: Cornyn (R) · Cruz (R)
Utah: Lee (R) · Curtis (R)
Vermont: Sanders (O) · Welch (D)
Virginia: Warner (D) · Kaine (D)
Washington: Murray (D) · Cantwell (D)
West Virginia: Moore Capito (R) · Justice (R)
Wisconsin: Johnson (R) · Baldwin (D)
Wyoming: Barrasso (R) · Lummis (R)
(D): Democraat · (R): Republikein · (O): Onafhankelijk